# Xylaria
Xylaria je rod gljiva iz porodice Xylariaceae, iz divizije Ascomycota, koje najčešće rastu na oborenim stablima. Naziv dolazi iz grčkog xýlon što znači drvo.
U najrasprostranjenije i najpoznatije vrste ovoga roda ubrajaju se Xylaria hypoxylon i Xylaria polymorpha.
Xylaria hypoxylon, poznata po imenu rogata drvarica, posebice je markantna vrsta, sa svojim uspravno razgranatim plodnim tijelima visokim 3 do 7 cm, koji podsjećaju na jelenje rogove. Grane su crne, dok su vrhovi posuti bjeličastim kondijama. 
Xylaria polymorpha, mrtvačevi prsti, često rastu u skupinama nalik na prste. Rastu najčešće pri bazi stabala ili iz panjeva neposredno pri tlu. Ovo je jedna od glavnih gljiva koje se rabe za koloraciju drveta šećernoga javora i drugih vrsta tvrdoga drveta.
Xylaria longipes, poznat pod imenima dugonogi buzdovan i dugonoga drvarica, nejestiva je gljiva, a koja navodno poboljšava drvo od kojeg se izrađuju trzalačka i gudačka glazbala.[nedostaje izvor] Smatra se da ne izaziva koloraciju drveta javora.

## Vrste
1. Xylaria aburiensis
2. Xylaria acerata
3. Xylaria acuminatilongissima
4. Xylaria alata
5. Xylaria albisquamula
6. Xylaria albocincta
7. Xylaria albocinctoides
8. Xylaria amphithele
9. Xylaria angulosa
10. Xylaria anisopleura
11. Xylaria apiculata
12. Xylaria apoda
13. Xylaria arbuscula
14. Xylaria asperata
15. Xylaria assamensis
16. Xylaria atrodivaricata
17. Xylaria atroglobosa
18. Xylaria atrosphaerica
19. Xylaria avellana
20. Xylaria ayresii
21. Xylaria azadirachtae
22. Xylaria bambooensis
23. Xylaria bambusicola
24. Xylaria berkeleyi
25. Xylaria bicampaniformis
26. Xylaria bissei
27. Xylaria boergesenii
28. Xylaria brevicephala
29. Xylaria brunneovinosa
30. Xylaria bulbosa
31. Xylaria candelabrum
32. Xylaria carabayensis
33. Xylaria carpophila
34. Xylaria castilloi
35. Xylaria castorea
36. Xylaria chardoniana
37. Xylaria choui
38. Xylaria cinerea
39. Xylaria citrispora
40. Xylaria claviceps
41. Xylaria clusiae
42. Xylaria comosoides
43. Xylaria compuncta
44. Xylaria coprinicola
45. Xylaria coprophila
46. Xylaria cordovensiformis
47. Xylaria coremiifera
48. Xylaria corniformis
49. Xylaria cornu-damae
50. Xylaria cranioides
51. Xylaria crozonensis
52. Xylaria cubensis
53. Xylaria culicicephala
54. Xylaria culleniae
55. Xylaria cupressoides
56. Xylaria dennisii
57. Xylaria digitata
58. Xylaria diminuta
59. Xylaria discolor
60. Xylaria duranii
61. Xylaria enteroleuca
62. Xylaria eugeniae
63. Xylaria exalbida
64. Xylaria feejeensis
65. Xylaria ficicola
66. Xylaria filiformis
67. Xylaria filiformoidea
68. Xylaria fioriana
69. Xylaria formosana
70. Xylaria fraseri
71. Xylaria friesii
72. Xylaria frustrulata
73. Xylaria furcata
74. Xylaria galandii
75. Xylaria glebulosa
76. Xylaria gracillima
77. Xylaria grammica
78. Xylaria griseo-olivacea
79. Xylaria griseosepiacea
80. Xylaria guaranitica
81. Xylaria guareae
82. Xylaria guazumae
83. Xylaria guepinii
84. Xylaria hainanensis
85. Xylaria heliscus
86. Xylaria himalayensis
87. Xylaria hippotrichoides
88. Xylaria hypoxylon (rogata drvarica)
89. Xylaria hypsipoda
90. Xylaria intracolorata
91. Xylaria intraflava
92. Xylaria jaliscoensis
93. Xylaria jolyana
94. Xylaria jiangsuensis – Kina[2]
95. Xylaria kamatii
96. Xylaria karsticola
97. Xylaria kaumanae
98. Xylaria kretzschmarioidea
99. Xylaria lechatii
100. Xylaria lepidota
101. Xylaria liquidambaris
102. Xylaria longipes
103. Xylaria louisii
104. Xylaria luteostromata
105. Xylaria macrospora
106. Xylaria magniannulata
107. Xylaria magnoliae
108. Xylaria maitlandii
109. Xylaria mali
110. Xylaria maraca
111. Xylaria maumeei
112. Xylaria meliacearum
113. Xylaria mellissii
114. Xylaria memecyli
115. Xylaria mesenterica
116. Xylaria mexicana
117. Xylaria michoacana
118. Xylaria microceras
119. Xylaria minuta
120. Xylaria moelleroclavus
121. Xylaria moliwensis
122. Xylaria monstrosa
123. Xylaria montagnei
124. Xylaria mornandii
125. Xylaria multipartita
126. Xylaria multiplex
127. Xylaria musooriensis
128. Xylaria mycelioides
129. Xylaria myosurus
130. Xylaria myrosimila
131. Xylaria nigromedullosa
132. Xylaria obovata
133. Xylaria ochraceostroma
134. Xylaria opulenta
135. Xylaria oxyacanthae
136. Xylaria palmicola
137. Xylaria papulis
138. Xylaria papyrifera
139. Xylaria paulistana
140. Xylaria perezsilvae
141. Xylaria petchii
142. Xylaria pisoniae
143. Xylaria platypoda
144. Xylaria plumbea
145. Xylaria polymorpha (mrtvačevi prsti)
146. Xylaria polyramosa
147. Xylaria polytricha
148. Xylaria ponapeana
149. Xylaria potentillae
150. Xylaria praefecta
151. Xylaria primorskensis
152. Xylaria psamathos
153. Xylaria pseudoapiculata
154. Xylaria psidii
155. Xylaria pterula
156. Xylaria punjabensis
157. Xylaria queenslandica
158. Xylaria quercinophila
159. Xylaria ramosa
160. Xylaria ramus
161. Xylaria reperta
162. Xylaria reticulata
163. Xylaria rhopaloides
164. Xylaria rimulata
165. Xylaria rosea
166. Xylaria salonensis
167. Xylaria sanchezii
168. Xylaria scabriclavula
169. Xylaria schreuderiana
170. Xylaria scopiformis
171. Xylaria semiglobosa – Kina[2]
172. Xylaria sibirica
173. Xylaria sicula
174. Xylaria sphaerica – Kina[2]
175. Xylaria squamulosa
176. Xylaria stilbohypoxyloides
177. Xylaria stromafera
178. Xylaria subcoccophora
179. Xylaria symploci
180. Xylaria tanganyikaensis
181. Xylaria tectonae
182. Xylaria tenuispora
183. Xylaria terminaliae-bellericae
184. Xylaria terminaliae-crenulatae
185. Xylaria thailandica – južni Tajland[3]
186. Xylaria theissenii
187. Xylaria thindii
188. Xylaria tischeri
189. Xylaria tolosa
190. Xylaria tuberiformis
191. Xylaria tucumanensis
192. Xylaria tumulosa
193. Xylaria umbonata
194. Xylaria uniapiculata
195. Xylaria vaporaria
196. Xylaria vasconica
197. Xylaria wellingtonensis
198. Xylaria wulaiensis
199. Xylaria zealandica